# Endless Summer Vacation
Endless Summer Vacation (с англ. — «Бесконечные летние каникулы») —  восьмой студийный альбом американской певицы Майли Сайрус, релиз которого состоялся 10 марта 2023 года. Данный альбом является дебютным релизом под руководством лейбла Columbia Records, с которым Майли подписала контракт в 2021 году, после ухода из RCA Records.

## Идея создания
В марте 2021 года Майли покинула лейбл RCA Records и подписала контракт с Columbia. В апреле 2022 года на новом лейбле она выпустила сборник Attention: Miley Live и записала свою вокальную партию для ремикса песни «Without You» австралийского рэпера The Kid Laroi. В статье, опубликованной в июле 2021 года, Billboard подтвердил, что Сайрус записывает свой следующий, восьмой студийный альбом. В публикации говорилось, что преемник Plastic Hearts, похоже «будет вдохновлён музыкой 70-х годов, диско и клубом Studio 54».
В пресс-релизе от января 2023 года Майли сообщила, что её будущий альбом является «любовным письмом» к Лос-Анджелесу, и что в нём будет рассказано о её пути к обретению как физической, так и эмоциональной силы.

## Релиз и обложка
5 января 2023 года Сайрус представила название, обложку и дату релиза альбома. Обложка была сфотографирована Брианной Капоцци; на ней изображена блондинка Майли Сайрус в чёрном цельном купальнике, свисающая с лестницы вертолёта. Её сравнили с аналогичной фотографией Мадонны из книги «Секс» (1992). Endless Summer Vacation выпущен как в цифровом, так и в физическом форматах 10 марта 2023 года на лейбле Columbia; это будет первый студийный альбом певицы, после расторжения семилетнего контракта с RCA.

### Синглы
1 января 2023 года Майли анонсировала песню «Flowers». Релиз состоялся 13 января. Трек был выпущен в качестве лид-сингла, в поддержку грядущего альбома.

## Список композиций
Трек-лист адаптирован из Apple Music и Инстаграма Майли. Скорректирован на основании Tidal.
| №                   | Название                                | Автор(ы)                                                                                                   | Продюсеры                                             | Длительность |
| ------------------- | --------------------------------------- | --- | ----------------------------------------------------- | ------------ |
| 1.                  | «Flowers»                               | Майли Сайрус Майкл Поллак Грегори Элджи Хейн                                                               | Сайрус Кид Гарпун Тайлер Джонсон                      | 3:20         |
| 2.                  | «Jaded»                                 | Сайрус Грег Кёрстин Сара Ааронс                                                                            | Кёрстин                                               | 3:05         |
| 3.                  | «Rose Colored Lenses»                   | Сайрус Тайлер Халл Тайлер Джонсон                                                                          | Гарпун Джонсон                                        | 3:43         |
| 4.                  | «Thousand Miles» (feat. Brandi Carlile) | Сайрус Тобиас Джессо мл. Биби Бурелли Майкл Лен Уильямс II                                                 | Майк Уилл Мэйд Ит Гарпун Джонсон                      | 3:51         |
| 5.                  | «You»                                   | Сайрус Бурелли Поллак Иэн Киркпатрик                                                                       | Джонни Коффер Джей Мун                                | 2:59         |
| 6.                  | «Handstand»                             | Сайрус Хармони Корин Макс Морандо                                                                          | Морандо                                               | 3:25         |
| 7.                  | «River»                                 | Сайрус Джастин Трантер Хулл Джонсон                                                                        | Гарпун Джонсон                                        | 2:42         |
| 8.                  | «Violet Chemistry»                      | Сайрус Уильямс II Джесси Шаткин Джеймс Блейк Сиа Фёрлер                                                    | Шаткин Макс Тейлор-Шеппард Майк Уилл Мэйд Ит Морандо  | 4:06         |
| 9.                  | «Muddy Feet» (feat. Sia)                | Сайрус Шаткин Поллак Уильямс II Бурелли Хейн Фёрлер Джесси Ван дер Мейлен Дэвид Франк Стив Кипнер Пэм Шейн | Шаткин Коффер Майк Уилл Мэйд Ит Цвиффа Джером Уильямс | 2:17         |
| 10.                 | «Wildcard»                              | Сайрус Халл Джонсон Джессо-мл.                                                                             | Гарпун Джонсон                                        | 3:13         |
| 11.                 | «Island»                                | Сайрус Би Джей Бёртон Дженнифер Децилвео Кейтлин Смит Поллак Дэни Миллер                                   | Бёртон                                                | 3:59         |
| 12.                 | «Wonder Woman»                          | Сайрус Поллак Хейн Хулл Джонсон                                                                            | Гарпун Джонсон                                        | 3:04         |
| 13.                 | «Flowers» (Demo)                        | Сайрус Поллак Хейн                                                                                         | Сайрус Гарпун Джонсон                                 | 3:30         |
| Общая длительность: | Общая длительность:                     | Общая длительность:                                                                                        | Общая длительность:                                   | 40:74        |

## Чарты
| Чарт (2023)                         | Высшая позиция |
| ----------------------------------- | -------------- |
| Австралия (ARIA)                    | 1              |
| Австрия (Ö3 Austria)                | 1              |
| Бельгия/Фландрия (Ultratop)         | 2              |
| Бельгия/Валлония (Ultratop)         | 3              |
| Канада (Canadian Albums Chart)      | 2              |
| Хорватия (HDU)                      | 5              |
| Чехия (ČNS IFPI)                    | 3              |
| Дания (Hitlisten)                   | 4              |
| Нидерланды (Album Top 100)          | 1              |
| Финляндия (Suomen virallinen lista) | 2              |
| Франция (SNEP)                      | 6              |
| Германия (Offizielle Top 100)       | 2              |
| Греция (IFPI)                       | 16             |
| Венгрия (MAHASZ)                    | 3              |
| Ирландия (Irish Albums Chart)       | 1              |
| Исландия (Plötutíðindi)             | 4              |
| Италия (FIMI)                       | 4              |
| Япония (Oricon Цифровые альбомы)    | 24             |
| Япония (Billboard Japan Hot Albums) | 89             |
| Литва (AGATA)                       | 2              |
| Новая Зеландия (RMNZ)               | 1              |
| Норвегия (VG-lista)                 | 1              |
| Польша (ZPAV)                       | 2              |
| Португалия (AFP)                    | 1              |
| Шотландия (Scottish Albums Chart)   | 1              |
| Словакия (ČNS IFPI)                 | 3              |
| Испания (PROMUSICAE)                | 4              |
| Швеция (Sverigetopplistan)          | 2              |
| Швейцария (Schweizer Hitparade)     | 1              |
| Китайская Республика (Five Music)   | 1              |
| Великобритания (UK Albums Chart)    | 1              |
| США Billboard 200                   | 3              |

## История релиза
| Регион | Дата          | Формат(ы)                          | Лейбл      | Прим.         |
| ------ | ------------- | ---------------------------------- | ---------- | ------------- |
| Мир    | 10 марта 2023 | CD цифровое скачивание стриминг LP | Columbia   | [ 43 ]        |
| Япония | 29 марта 2023 | CD                                 | Sony Japan | [ 44 ] [ 45 ] |